# 武部小四郎
武部 小四郎（たけべ こしろう、弘化3年7月（1846年） - 明治10年（1877年）5月3日）は、幕末の福岡藩士、勤皇家、自由民権運動家。元来の姓は建部、諱は自成。通称は小四郎、燕之允。父は建部武彦、伯父に黒田一葦（母の兄）、従兄弟に加藤堅武（父の妹の子）がいる。

## 経歴
尊皇攘夷派の福岡藩士・建部武彦の子として生まれる。藩校修猷館に学ぶ。父・武彦が佐幕派巻き返しにより起きた弾圧事件（乙丑の獄）で切腹となり、小四郎は家督を継ごうとしたが藩に認められなかった。小四郎は父の名の「武」の字を使い、武部と改姓して別の家を興した。
戊辰戦争において皇軍の福岡藩軍に属して功を挙げ、その後、高場乱の興志塾に学び、ここで同志となる越智彦四郎や、後に玄洋社を設立する箱田六輔、頭山満、進藤喜平太、奈良原至、宮川太一郎らと出会う。
1875年2月、大阪において民権の確立を目指した愛国社創立集会が開催され、板垣退助率いる土佐立志社の主唱に応じ、越智彦四郎と共に福岡を代表して参加している。その後、福岡に戻り、政治結社「矯志社」を結成。矯志社には、平岡浩太郎、頭山満、進藤喜平太、宮川太一郎、阿部武三郎、林斧助、松浦愚、月成元雄らが参加し、後に箱田六輔、奈良原至も参加している。
1877年3月、西南戦争において西郷軍が熊本城を攻囲すると、慎重派の小四郎と積極派の越智は揉めに揉めたが3月27日、越智彦四郎、平岡浩太郎らと西郷呼応軍福岡党を編成して福岡城を攻撃した（福岡の変）が敗れ、政府軍の追撃をかわして逃亡を続けたが、5月2日夜、福岡上土居町において捕縛され、翌日斬刑に処せられた。享年31。辞世の句は「世の中は満れば欠ける十六夜のつきぬ名残りは露ほどもなし」